# Монтикі
Монтикі (пол. Mątyki, нім. Montig) — село в Польщі, у гміні Ілава Ілавського повіту Вармінсько-Мазурського воєводства.
Населення — 426 осіб (2011).
У 1975-1998 роках село належало до Ольштинського воєводства.

## Демографія
Демографічна структура станом на 31 березня 2011 року:
|          | Загалом | Допрацездатний вік | Працездатний вік | Постпрацездатний вік |
| -------- | ------- | ------------------ | ---------------- | -------------------- |
| Чоловіки | 222     | 51                 | 163              | 8                    |
| Жінки    | 204     | 46                 | 129              | 29                   |
| Разом    | 426     | 97                 | 292              | 37                   |